# Centrosema brasilianum
Centrosema brasilianum L. é conhecido popularmente como feijão-bravo ou olho de boi falso pertencente a família Fabaceae. É uma planta hermafrodita com presença de limbo e pecíolo. Esta leguminosa com germinação abaixo da superfície do solo, de habito herbáceo perene. Suas pétalas predominantemente roxas, aladas e pentâmeras. Folhas alternas, trifoliadas com estipulas. Com distribuição na América do Sul, principalmente no Brasil, Bolívia e Guiana, é considerada uma especie invasora pelo seu alto poder de adaptação. Por ser altamente tolerante a seca tem seu enraizamento profundo para captação de nutrientes. Pode ser usada como forrageio para gado nos tempos de seca por ter um alto valor nutricional, a planta produz uma grande quantidade de sementes que facilita sua dispersão contribuindo para sua ampla distribuição geográfica. Possui pouca resistência em ambientes úmidos pois é susceptível ao fungo Rhizoctonia, doença que reduz a produção de nutrientes.